# فرودگاه بین‌المللی مونگیو الحاج عمر بنگو اوندیمبا
فرودگاه بین‌المللی مونگیو الحاج عمر بنگو اوندیمبا (به انگلیسی: M'Vengue El Hadj Omar Bongo Ondimba International Airport) یک فرودگاه غیرنظامی و نظامی با کد یاتا MVB است که یک باند فرود آسفالت دارد و طول باند آن ۳۰۳۲ متر است. این فرودگاه در کشور گابن قرار دارد و در ارتفاع ۴۳۵ متری از سطح دریا واقع شده‌است.